# Calamagrostis pavlovii
Calamagrostis pavlovii är en gräsart som först beskrevs av Roman Julievich Roshevitz, och fick sitt nu gällande namn av Roman Julievich Roshevitz. Calamagrostis pavlovii ingår i släktet rör, och familjen gräs. Inga underarter finns listade i Catalogue of Life.